# فعل صحيح
الفعل الصحيح هو ما كانت حروفه الأصلية خالية من حروف العلة، وهي ثلاث أنواع:

## سالم
وهو ما سلمت حروفه من حروف العلة والهمز والتشديد.
مثل:عرف.

## مهموز
وهو ما احتوت حروفه على شكل من أشكال الهمزة.
مثل: هدأ

## مشدد
وهو ما احتوت حروفه على تشديد و يقال له مضعف
مثل: (رقّ، مدّ)